# تام و جری (فیلم ۲۰۲۱)
تام و جری (انگلیسی: Tom & Jerry) یک فیلم لایو اکشن-پویانمایی رایانه‌ای در ژانر کمدی به کارگردانی تیم استوری است که در سال 2021 
منتشر شد. فیلم‌نامه این فیلم توسط کوین کاستلو براساس مجموعه فیلم کوتاه و پویانمایی به همین نام اثر ویلیام هانا و جوزف باربرا به رشته تحریر درآمده است. از بازیگران آن می‌توان به کلویی گریس مورتس، مایکل پنیا، کالین جست، کن جیونگ، و راب دلینی اشاره کرد.